# RTL 7 (Pays-Bas)
Pour les articles homonymes, voir RTL7.
RTL 7 est une chaîne de télévision généraliste commerciale privée luxembourgeoise à diffusion internationale émettant en direction des téléspectateurs néerlandais.

## Histoire de la chaîne
À la suite d'un partenariat entre l'ancien diffuseur public néerlandais Veronica vereniging et la CLT-UFA, propriétaire de RTL 4 et RTL 5, est fondé le Holland Media Groep qui lance une nouvelle chaîne de télévision en septembre 1995 sous le nom mythique de Veronica. Lorsque Veronica vereniging décide de quitter Holland Media Groep pour se rapprocher du concurrent commercial SBS, la chaîne est renommée Yorin le 2 avril 2001 tout en conservant la plupart des programmes sur lesquels Veronica vereniging n'avait que peu de droits.
En 2005, face à la concurrence du magnat de la presse néerlandaise John de Mol qui annonce le lancement d'une chaîne de télévision nommée Talpa, RTL Group décide de réorganiser ses chaînes RTL 4, RTL 5 et Yorin. Le 12 août 2005, RTL Nederland lance RTL 7  en remplacement de sa chaîne Yorin dont les programmes sont transférés sur RTL 5,  RTL 7 reprenant alors les programmes jusqu'alors diffusés sur RTL 5. 
L'origine du numéro 7 dans le nom de la chaîne, au lieu d'un 6 plus logique, remonte à 1995 lorsque Veronica a été lancée. À la même époque, la chaîne commerciale SBS 6 est également créée et réclame la position numéro 6 sur la télécommande. Veronica/Yorin perd finalement la bataille pour le sixième bouton de la télécommande et se place donc en septième position. 
Du 7 décembre 1996 au 1er mars 2002, le nom RTL7 est utilisé par RTL Group pour une chaîne de télévision en Pologne, qui a été vendu à TVN et s'appelle aujourd'hui TVN7.

### Identité visuelle (logo)
Le nom « Yorin » était un jeu de mots sur l'expression anglaise « you're in ».
En 2005, lors de la création de RTL7, la chaîne adopte un logo semblable à RTL4 et RTL5.
Cinq années plus tard, en 2010, RTL 7 s'engage à donner « “plus pour les hommes” » et change de logo et d'habillage dans une livrée plus masculine en jaune et noir.

Logo de Yorin du 2 avril 2001 au 12 août 2005
Logo de RTL 7 du 12 août 2005 au 6 septembre 2010
Logo de RTL 7 du 6 septembre 2010 au 30 août 2017
Logo de RTL 7 du 30 août 2017 au 1er mai 2023

### Slogan
- Depuis 2010 : « Meer voor Mannen » (« Plus pour les hommes » en néerlandais)

## Organisation

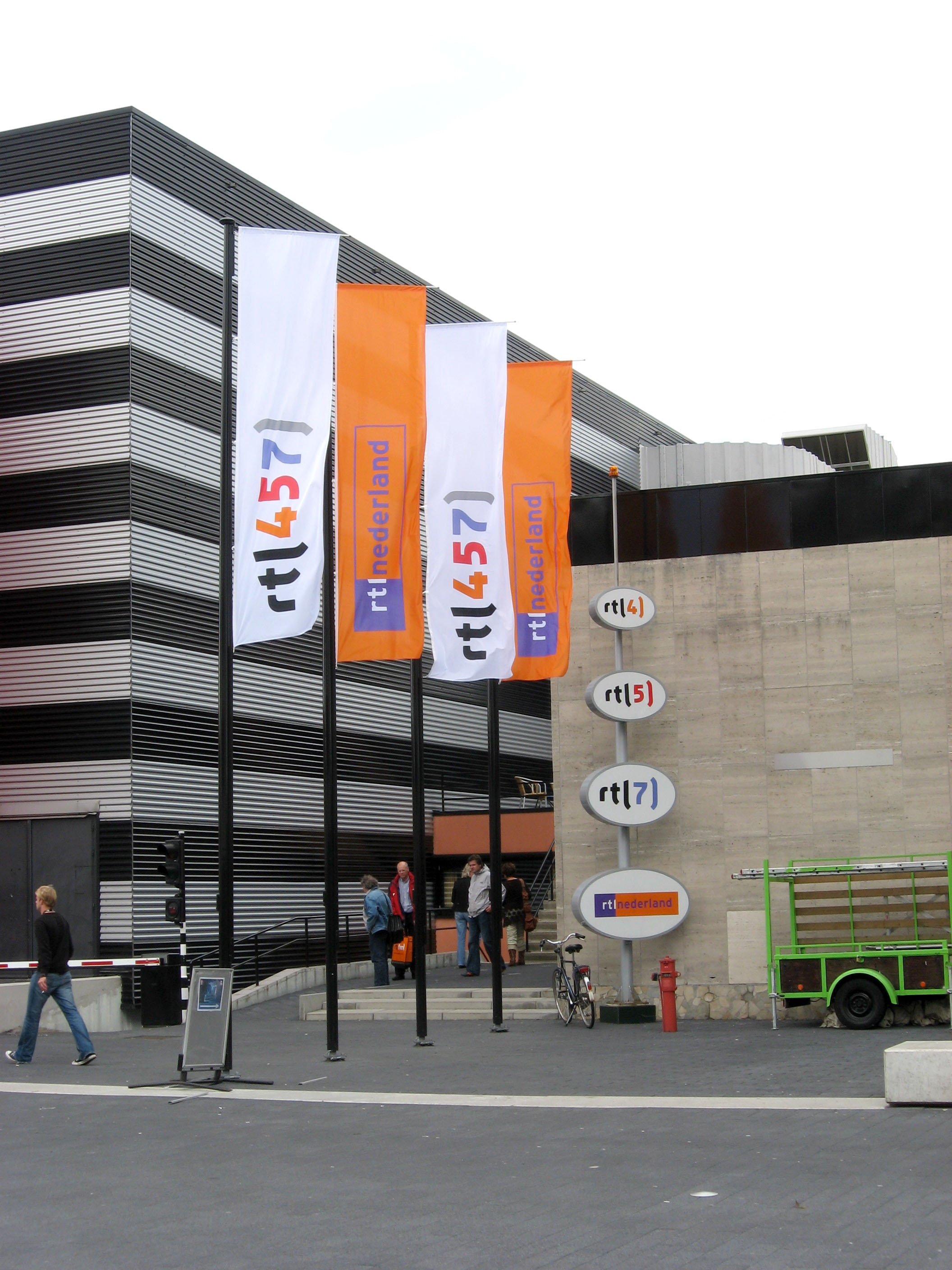
Siège de RTL Nederland au Media Park d'Hilversum

### Dirigeants
Présidents :
- Fons van Westerloo : 01/08/2003 - 31/01/2008
- Bert Habets : 01/02/2008 - 01/07/2017
- Sven Sauve : 01/07/2017 -

Directeurs des programmes :
- Ellen Meijerse
- Matthias Scholten

### Capital
RTL 7 est éditée par RTL Nederland Holding BV, détenue à 100 % par CLT-UFA S.A., filiale à 99,7 % de RTL Group S.A. 

### Siège
Le siège social et la régie finale de RTL 7, tout comme ceux des autres chaînes de RTL Nederland, sont situés dans l'immeuble KB2 de la CLT-UFA dans le quartier du Kirchberg au 45, boulevard Pierre Frieden à Luxembourg. Cette implantation permet à la chaîne d'émettre sous licence de diffusion luxembourgeoise et d'éviter ainsi un contrôle trop sévère par les autorités médias néerlandaises. Yorin était auparavant basée aux Pays-Bas et a déménagé à Luxembourg après son changement de nom en RTL 7.
Le centre de production de programmes, RTL Nederland, est installé au Media Park au Sumatralaan 47 à Hilversum aux Pays-Bas.

## Programmes
Le programme de RTL 7 vise le public masculin des 20-49 ans.
La nouvelle grille de programme, lancée le 12 août 2005, s'est axée sur un programme d'actualité business (RTL Z), du sport et des films. RTL 7 diffuse un grand nombre de programmes sportifs comme le football (matches de la Ligue Europa et de la Jupiler League, ainsi que le magazine Voetbal International) et les sports mécaniques avec la couverture en direct de la Formule 1 et du MotoGP, mais aussi l'A1 Grand Prix, le Rallye Dakar, les 24 Heures du Mans et les 500 miles d'Indianapolis. Les dimanches soir sont consacrés aux séries comme The Unit ou 24 heures chrono.

## Diffusion
Depuis le 4 avril 2006, RTL 7 est accessible en diffusion numérique terrestre au Luxembourg sur le canal UHF PAL 24 (498 MHz) de l'émetteur de Dudelange, ainsi que sur le câble néerlandais et luxembourgeois, le satellite Astra 3B à 23,5° Est (Canal Digitaal), Eutelsat 9B (Joyne) et la télévision par ADSL néerlandaise et luxembourgeoise.
Le 15 octobre 2009, RTL Group a commencé la diffusion en haute définition 1080i de ses chaînes RTL 7 et RTL 8.

## Annexe